# 아스테로페 (항성)

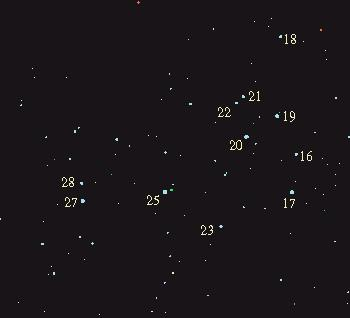

아스테로페 혹은 스테로페는 황소자리 21과 황소자리 22가 공유하고 있는 고유 명칭이다. 이 두 별은 모두 황소자리에 있으며 산개 성단 플레이아데스성단의 구성원이다. 둘은 천구상에서 0.04도 떨어져 있으며 지구에서 약 440광년 떨어져 있다.

## 황소자리 21
황소자리 21은 청백색 주계열성으로 겉보기 등급은 5.76이다.

## 황소자리 22
황소자리 22는 분광형 A의 주계열성으로, 겉보기 등급은 6.43으로 맨눈으로는 보이지 않는다.